# Jehuda Lajb Lubiński
Jehuda Lajb Lubiński (ur. 30 czerwca 1923 w Łodzi, zm. 1944) – łódzki Żyd, więzień Litzmannstadt Ghetto, ofiara Holocaustu, autor dziennika z getta. 

## Życiorys
Był synem Mojżesza (Moszka) (ur. 1886), biuralisty, i Ghany Mirli (ur. 1901). Uczęszczał do Szkoły Przemysłowej Towarzystwa Szerzenia Oświaty i Wiedzy Technicznej wśród Żydów (d. Szkoła Talmud–Tora) przy ul. Pomorskiej 48 w Łodzi, gdzie ukończył pierwszą klasę, zanim wybuchła wojna. Mieszkał wraz z rodzicami przy ul. 11 Listopada (obecnie ul. Legionów) 37A.
Po zajęciu Łodzi przez Niemców we wrześniu 1939 mieszkanie Lubińskich zostało zarekwirowane i rodzina przeniosła się do krewnych na ul. Narutowicza 11, a stamtąd do getta na ulicę Franciszkańską 38 (po kilku miesiącach od napaści na Polskę i zajęcia Łodzi, na terenie najbiedniejszej dzielnicy miasta – Bałut hitlerowcy stworzyli 30 kwietnia 1940 getto dla Żydów – Litzmannstadt Ghetto). 
Wiosną 1940 w getcie w dzielnicy Marysin zaczęły tworzyć się komuny młodzieżowe. Do jednej z nich, przy ul. Okopowej 134/136, utworzonej przez absolwentów Szkoły Przemysłowej, przystąpił też Jehuda Lajb, nazywany przez kolegów i rodzinę Lolkiem. Tam przebywał do wiosny 1941, do czasu rozwiązania wspólnoty. 
Był też aktywnym działaczem utworzonej w getcie młodzieżowej organizacji syjonistycznej pod nazwą Chazit Dor Bnej Midbar [Front Pokolenia Synów Pustyni]. Twórcą tej organizacji był Aron (Arnold) Jakobson, ur. w 1919, który po wywiezieniu z getta w 1944 do obozu koncentracyjnego Auschwitz-Birkenau (Oświęcimia-Brzezinki), a następnie do obozu pracy Goerlitz II, gdzie spłonął żywcem w baraku dla chorych podpalonym przez SS-manów podczas likwidacji obozu.
Po rozwiązaniu kolektywów na Marysinie zamieszkał ponownie w domu rodziców przy ul. Franciszkańskiej 38 i rozpoczął pracę w administracji getta: Centralnym Biurze Zakupów [Zentrall Einkaufstelle], agendzie Przełożonego Starszeństwa Żydów w Litzmannstadt Ghetto Chaima Mordechaja Rumkowskiego. Pracował tam do czasu likwidacji getta w końcu sierpnia 1944. Wówczas został wywieziony do obozu koncentracyjnego KL Auschwitz, a stamtąd do obozu Kaufering, gdzie zmarł z wycieńczenia.

## Publikacja
W 2003 odnaleziono jeden z tomów dzienników pisanych przez niego w getcie łódzkim, zawierający opis wydarzeń za czas od l stycznia do 27 października 1941 i opublikowano jego fragmenty. Opisał w nim kolegów z organizacji syjonistycznej, np. Mordechaja Zylberberga, członka organizacji syjonistów-rewizjonistów Bejtar, recytatora wierszy w języku jidysz.
Opisał też dziewczynę o imieniu Frania. Była nią Frajda Jakubowicz, ur. w 1923, członkini tejże organizacji, działająca w grupie Haszalszelet [Łańcuch], która wywieziona w sierpniu 1944 do Oświęcimia (Auschwitz), a potem w obozie koncentracyjnym Stutthof  (KL) (obecnie Muzeum Obozu Stutthof w Sztutowie) poniosła śmierć z głodu i wycieńczenia.
Dziennik ten znajduje się obecnie w zbiorach Muzeum Miasta Łodzi.